# Ingenio Fronterita
Ingenio Fronterita o La Fronterita es una pequeña localidad argentina ubicada en el departamento Famaillá de la provincia de Tucumán. Se encuentra ubicada a 5 km al oeste de Famaillá, y se consolidó a partir de las actividades del ingenio homónimo.

## Ingenio La Fronterita
El ingenio azucarero La Fronterita, perteneciente a José Minetti & Cía. Ltda. S. A., fue construido en 1923 con un capital de 12 millones de pesos.
Durante los primeros tiempos, las actividades de la empresa impulsaron la instalación de población estable en su entorno inmediato.
Hacia 1943, La Fronterita podía moler 1350 toneladas de caña y manufacturar 1800 toneladas de azúcar granulada y pilé por día. La propiedad se extendía por 6130 hectáreas, de las que 2000 estaban destinadas al cultivo.
Durante la Revolución Argentina —1966-1972— las políticas económicas implementadas causaron el cierre de 11 de los 27 ingenios tucumanos, una importante reducción de la superficie cultivada y una pérdida de alrededor de 50 000 puestos de trabajo. 

La Fronterita fue uno de los ingenios cuya producción creció durante ese período, producto de la concentración de la actividad. 
Sin embargo, la crisis económica y social afectó igualmente a los pobladores de la zona.
La zafra de 1976 registró un total de 1454 trabajadores entre permanentes y transitorios. Después del Proceso de Reorganización Nacional —1976-1983—, La Fronterita empleaba solo 650 obreros.
A fin de incrementar la superficie apta para el cultivo de caña de azúcar, el ingenio había removido grandes áreas de bosque nativo. Hacia mitad de la década de 1970 se realizaron tareas de reforestación con el objeto de mitigar los daños y contrarrestar la erosión hídrica.
En abril de 2016 el ingenio fue adquirido por la multinacional mexicana Arca Continental, segunda embotelladora de Coca-Cola en Latinoamérica, a través de su empresa subsidiaria en el país, Salta Refrescos. A esa fecha, la empresa empleaba unos 170 trabajadores de modo permanente y unas 400 personas en la época de zafra.

### Represión a trabajadores
La Fronterita fue uno de los 16 ingenios azucareros que funcionó en la provincia de Tucumán entre 1974 y 1983. Entre el 13 de junio de 1974 y el 20 de septiembre de 1976, al menos 25 trabajadores de la empresa fueron víctimas de lesa humanidad. Del total, dos fueron asesinados, nueve desaparecidos, 14 secuestrados y posteriormente liberados. Asimismo, al menos siete pertenecían al sindicato como dirigentes.
En el acceso al ingenio existe una construcción, entonces ocupada por personal del Ejército Argentino, conocida como Conventillos de Fronterita. Se trataba de un espacio de reclusión vinculado al centro clandestino de detención Escuelita de Famaillá.
En un allanamiento a las instalaciones de la empresa realizado en 2016 por orden de la Justicia Federal, se identificaron tres locaciones principales que los directivos del ingenio habían cedido a los militares afectados al Operativo Independencia. Se trataba de tres espacios denominados «Tambo», los «Conventillos» y la «Laguna» o «Campamento», este último donde se instalaron las carpas del Ejército destinadas a alojar al personal militar. 

En 2018, la Fiscalía Federal de Tucumán había reunido pruebas, testimonios y evidencias que daban cuenta de la comisión de delitos de los cuales fueron víctimas al menos 60 personas, entre trabajadores, delegados gremiales, familiares y vecinos de la zona. Se comprobó además, que la empresa había facilitado vehículos utilizados en los secuestros.
En mayo de 2019 la justicia federal de Tucumán determinó la falta de mérito para los empresarios acusados. Pocos días después la fiscalía federal de Tucumán apeló el fallo.

## Población
Cuenta con 13 habitantes (Indec, 2010), lo que representa un notable descenso del 75 % frente a los 53 habitantes (Indec, 2001) del censo anterior.
| Gráfica de evolución demográfica de Ingenio Fronterita entre 1991 y 2010 |
|                                                                          |
| Fuente: Censos nacionales del INDEC                                      |